# Humbert de Wendel
 (mai 2020).
Si vous disposez d'ouvrages ou d'articles de référence ou si vous connaissez des sites web de qualité traitant du thème abordé ici, merci de compléter l'article en donnant les références utiles à sa vérifiabilité et en les liant à la section « Notes et références ».
Jean-Marie-Humbert de Wendel (3 février 1876, 8e arrondissement de Paris - 14 novembre 1954), est un industriel français.

## Biographie
Fils de Henri Paul François de Wendel, il assure la codirection du groupe Wendel.
Il devient président de la Chambre de commerce et d'industrie de la Moselle en 1919.

## Décorations
- Officier de la Légion d'honneur (1930)[2]